# Anton Dudczenko
Anton Romanowycz Dudczenko (ukr. Антон Романович Дудченко; ur. 17 grudnia 1996 w Wyrach) – ukraiński biathlonista. Pierwszy raz na arenie międzynarodowej pojawił się 18 grudnia 2015 roku w Martell, gdzie w zawodach juniorskich zajął 23. miejsce w sprincie. W 2017 roku wystartował na mistrzostwach świata juniorów w Osrblie, gdzie zajął 10. miejsce w biegu indywidualnym i sprincie, 14. w biegu pościgowym i szóste w sztafecie. W Pucharze Świata zadebiutował 1 grudnia 2019 roku w Östersund, gdzie zajął 51. miejsce w sprincie. Pierwsze punkty zdobył 13 grudnia 2019 roku w Hochfilzen, zajmując 28. miejsce w tej samej konkurencji.
W 2020 roku wystąpił na mistrzostwach świata w Rasen-Antholz, gdzie zajął 68. miejsce w biegu indywidualnym oraz 60. w sprincie i biegu pościgowym. Na rozgrywanych rok później mistrzostwach świata w Pokljuce uplasował się na 46. miejscu w biegu indywidualnym, 78. w sprincie i piątym w sztafecie.

## Osiągnięcia

### Igrzyska olimpijskie
| Rok  | Miejscowość | Konkurencje | Konkurencje | Konkurencje | Konkurencje | Konkurencje | Konkurencje | Konkurencje |
| Rok  | Miejscowość | IN          | SP          | PU          | MS          | RL          | MR          | SR          |
| ---- | ----------- | ----------- | ----------- | ----------- | ----------- | ----------- | ----------- | ----------- |
| 2022 | Pekin       | 50.         | 60.         | 23.         | –           | 9.          | –           | nd.         |

### Mistrzostwa świata
| Rok  | Miejscowość   | Konkurencje | Konkurencje | Konkurencje | Konkurencje | Konkurencje | Konkurencje | Konkurencje |
| Rok  | Miejscowość   | IN          | SP          | PU          | MS          | RL          | MR          | SR          |
| ---- | ------------- | ----------- | ----------- | ----------- | ----------- | ----------- | ----------- | ----------- |
| 2020 | Rasen-Antholz | 68.         | 60.         | 60.         | –           | –           | –           | –           |
| 2021 | Pokljuka      | 46.         | 78.         | –           | –           | 5.          | –           | –           |
| 2023 | Oberhof       | 42.         | 21.         | 20.         | 25.         | 13.         | 10.         | –           |
| 2024 | Nové Město    | 29.         | 39.         | 25.         | 20.         | 13.         | –           | –           |
| 2025 | Lenzerheide   | 50.         | 35.         | 47.         | –           | 8.          | 8.          | 20.         |

### Mistrzostwa świata juniorów
| Rok  | Miejscowość | Konkurencje | Konkurencje | Konkurencje | Konkurencje | Konkurencje | Konkurencje | Konkurencje |
| Rok  | Miejscowość | IN          | SP          | PU          | MS          | RL          | MR          | SR          |
| ---- | ----------- | ----------- | ----------- | ----------- | ----------- | ----------- | ----------- | ----------- |
| 2017 | Osrblie     | 10.         | 10.         | 14.         | nd.         | 6.          | nd.         | nd.         |

### Puchar Świata

#### Miejsca w klasyfikacji generalnej
| Sezon     | Miejsce |
| --------- | ------- |
| 2019/2020 | 58.     |
| 2020/2021 | 52.     |
| 2021/2022 | 39.     |
| 2022/2023 | 35.     |
| 2023/2024 | 70.     |
| 2024/2025 | 35.     |

#### Miejsca na podium chronologicznie
Dudczenko nie stanął na podium indywidualnych zawodów PŚ.